# Sebastira
Sebastira là một chi nhện trong họ Salticidae.